# A Box of Rain
A Box of Rain é um livro de 1990 do letrista da Grateful Dead, Robert Hunter, compilando seu livro de canções completo, dentro e fora da Dead, de 1965 a 1990. Também foi publicada uma edição mais recente em brochura, que inclui letras até 1993; a edição original foi encadernada. A publicação de 1993 também inclui uma introdução diferente do autor.

## Sobre
O título do livro vem de "Box of Rain", uma música gravada e popularizada no clássico de estúdio da Dead, American Beauty, de 1970. Por um tempo, o livro foi considerado a melhor fonte de letras da Grateful Dead. No entanto, essa distinção é questionável após a publicação de The Complete Annotated Grateful Dead Lyrics, de David Dodd, que compila músicas não apenas de Hunter, mas de outro letrista da Dead, John Perry Barlow; este livro também inclui músicas cover e canções tradicionais interpretadas pela Grateful Dead.